# Ткач шторму та пісок
«Ткач шторму та пісок» (англ. The Storm Weaver and the Sand) — фентезійний роман австралійського письменника Шона Вільямса, опублікований 2002 року. У ній розповідається про другу книгу серії «Небесний наглядач і сонце», де Сел і Шиллі знаходять притулок у кам’яних магів, але їх зраджують й віддають під суд небесним наглядачам.

## Видання
«Ткач шторму та пісок» вперше опубліковали в Австралії 27 листопада 2002 року видавництвом «Вояджер» у форматі комерційної м’якої палітурки. Випущений в Австралії та Сполучених Штатах Америки у форматі м’якої палітурки для масового продажу в червні 2003 року та в листопаді 2009 року відповідно. У 2002 році «Ткач шторму та пісок» отримав премію «Ауреаліс» за найкращий фентезійний роман. Також був номінований на премію Дітмара 2003 року як найкращий австралійський роман і посів дев’яте місце в 2003 році на премії «Локус» як найкращий молодіжний роман.